# Кенийская шпорцевая лягушка
Кенийская шпорцевая лягушка (лат. Xenopus borealis) — вид бесхвостых земноводных из рода шпорцевых лягушек семейства пиповых, обитающий в высокогорных районах Восточной Африки.

## Описание
Самцы достигают длины тела до 48 мм, самки — до 95 мм. Кожа на верхней стороне туловища и головы гладкая. Дополнительный палец (англ. prehallux) отсутствует. Вокруг глаза имеется 10—16 органов боковой линии, вокруг рта — 11—18, вокруг брюха — 18—29; на голове и спине органы боковой линии образуют продольные ряды, причём верхний ряд образован 21—31 органами, а нижний — 19—31. Для привлечения самок самцы издают щелчки и трели, обычно серии из громких одиночных щелчков.

## Распространение
Известен из северной Танзании (окрестности Бабати, национальный парк Серенгети), а также в высокогорных районах центральной и юго-западной Кении от горы Элгон на западе до  на севере и Найроби на юге. Встречается в озёрах Найваша и Накуру в Рифтовой долине. Изолированные популяции обитают на севере Кении (Марсабита) и юге Танзании (Нджомбе). Возможно обитает на востоке Уганды. Занимает высоты от 1350 (чаще более 1800 м) до 2400 м над уровнем моря. Населяет мелкие водоёмы и медленно-текущие ручьи в высокогорных травянистых сообществах и вересковых пустошах, в том числе на пастбищах. Не встречается в лесах.

## Филогения
Согласно результатам филогенетического анализа, проведённого Эвансом с соавторами в 2015 году, относится к группе видов Xenopus muelleri в составе подрода Xenopus, к которой также относятся Xenopus muelleri, Xenopus fischbergi и возможно Xenopus clivii.